# 유령안경원숭이
유령안경원숭이 (Tarsius tarsier)는 안경원숭이의 일종이다. 외관상으로 필리핀안경원숭이 또는 서부안경원숭이보다 덜 특징적이다. 예를 들어 발가락에 접착력이 없다. 안경원숭이속의 모식종이다. 주로 인도네시아의 술라웨시섬과 살라야르섬의 저지대에서 발견된다.
유령안경원숭이는 모든 포유류 중에서 몸길이에 대비 가장 큰 눈을 지니고 있다.
몸무게는 약 80-100그램이며 몸 길이는 16 cm, 꼬리는 23 cm 정도이다. 이들은 최고 12년까지 산다. 수컷이 암컷보다 크다.
유령안경원숭이는 육식만을 하는 유일한 영장류이다. 4천만년 이상 크게 변하지 않은 채, 현재 모습을 유지하고 있다.